# Neverland Ranch

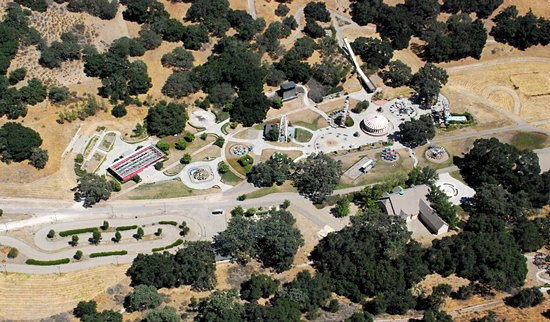
Neverland Ranch (2008)

Neverland Valley Ranch – posiadłość, której właścicielem był Michael Jackson. Pod koniec 2008 roku Jackson sprzedał posiadłość za 35 milionów dolarów spółce Sycamore Valley Ranch Company LLC, której udziałowcami byli kompania Colony Capital i on sam. Wielkość udziałów Michaela Jacksona w Neverland jako udziałowca Colony Capital wynosiła 87,5%. Obecnie jego udziały są w posiadaniu spadkobierców – Michael Jackson Estate (zarządcy majątku spadkowego).
Leży w hrabstwie Santa Barbara w Kalifornii. Polskie tłumaczenie nazwy posiadłości brzmi „Nibylandia”. Nazwa nawiązuje do fikcyjnej wyspy Nibylandia, z powieści Piotruś Pan Jamesa Matthew Barriego.
Znajduje się w odległości ok. 13 km od miasteczka Los Olivos w stanie Kalifornia, pomiędzy miastami Santa Maria, a Santa Barbara.
Adres posiadłości: Neverland Ranch, blisko 5225 Figueroa Mountain Rd, Los Olivos, CA 93441.

## Historia rancza
Początkowo w miejscu przyszłej posiadłości króla popu stało miasteczko rekreacyjne Sycamore Valley Ranch. Michael znalazł się tam po raz pierwszy z okazji kręcenia z Paulem McCartneyem teledysku do piosenki „Say Say Say”. Już w trakcie zdjęć kilkakrotnie powtarzał, że posiadłość bardzo mu się podoba i chciałby ją kupić, gdyby nadarzyła się okazja. 13 marca 1988 r. spełnił swoje marzenie. Zakupił posiadłość i okoliczne tereny za sumę niepodaną do publicznej wiadomości, szacowaną w przedziałach 16,8-30 milionów dolarów.

## Neverland
Jackson wprowadził się do swej posiadłości wkrótce po zakupie i nadał jej nazwę Neverland Valley Ranch. Wielu jego obrońców doszukuje się w tej nazwie nawiązania do Piotrusia Pana – chłopca, który nigdy nie dorósł, do którego wielokrotnie porównywano piosenkarza.
Jackson rozbudował posiadłość. Stworzył tam wesołe miasteczko, zoo, salę kinowo-teatralno-taneczną, salę gier komputerowych, wioskę indiańską, XIX-wieczny Dziki Zachód, słynny zegar kwiatowy i stację kolejową. Każdego gościa u bram witał konny powóz, którym można było dojechać do centrum posiadłości. Domki dla gości, stojące pośród drzew, w pobliżu jeziora były komfortowo wyposażone, także z myślą o osobach niepełnosprawnych, często tu przyjeżdżających. Jackson zapraszał rodziny z dziećmi do zwiedzania posiadłości. Część dzieci zostawała na noc w domu piosenkarza, co zaowocowało dwukrotnym oskarżeniem go o molestowanie seksualne nieletnich, w 1993 oraz w 2003 roku.
Neverland nie było jedynie prywatną posiadłością Króla Popu. Jak mawiał Michael Jackson, Neverland zostało przez niego stworzone głównie z myślą o pokrzywdzonych przez los dzieciach, a wszelkie zgromadzone w nim atrakcje służyły właśnie niepełnosprawnym, chorym lub biednym maluchom, dla których wycieczka do Neverland często była największą przygodą życia. Podczas wizyt dzieci nie tylko korzystały z atrakcji parku rozrywki, dostawały także darmowe słodycze i lody, obcowały ze zwierzętami, jeździły kolejką. W kinie w Neverland zamontowano specjalnie przeszklone sale z łóżkami szpitalnymi, aby filmy mogły oglądać także dzieci, których stan zdrowia nie pozwalał na zajęcie fotela kinowego.
Wbrew rewelacjom podawanym przez media i oskarżycieli, dzieci nocowały w Neverland jedynie za zgodą rodziców.
W 2005 Michael Jackson oznajmił, że nie wraca do posiadłości, tłumacząc, że po rewizji związanej z oskarżeniami o molestowanie, przeprowadzonej przez ponad siedemdziesięciu policjantów, nie czuje się w tym miejscu jak w domu. Nigdy więcej tam nie powrócił.
Neverland Valley Ranch było sugerowanym przez media miejscem pochowania ciała Michaela Jacksona. Spekulacje te nie zostały potwierdzone przez rodzinę gwiazdy ani przez władze stanu Kalifornia. Ostatecznie nie został tam pochowany.
Meble i rzeczy osobiste Michaela Jacksona zostały wywiezione stamtąd i do dziś dom pozostaje niezamieszkany, jednak długo nie był wystawiony na sprzedaż. Dbałością o stan posiadłości opiekuje się stała grupa pracowników. W 2011 roku odnowiono zegar kwiatowy przy stacji kolejki.
Fani z całego świata składają petycje o przywrócenie Neverland funkcji, jaką wymarzył sobie Michael Jackson – miejsca radości dla dzieci skrzywdzonych przez los.
W 2015 roku posiadłość została wystawiona na sprzedaż za kwotę 100 mln $. Ron Burkle, były przyjaciel Jacksona, zakupił ją pod koniec roku 2020 za 22 mln $.